# Белые тигры
«Белые тигры» — молодёжная команда по хоккею с шайбой из города Оренбурга.

## История
Хоккейный клуб называется «Оренбуржье», но его команда МХЛ носит название «Белые Тигры». Ранее клуб, созданный в 1998 году, сменил ряд названий («Университет», «Оренбурггазпром-Университет», «Газпром-ОГУ»). В 1998—2003 гг. клуб выступал во второй лиге, в 2003—2007 гг. — в Первой лиге, в 2007—2010 гг. — в Высшей лиге, с 2010 года выступает в МХЛ.

## Достижения
- Обладатель Кубка Евразии - 2011
- Обладатель Кубка Евразии - 2014

## Главные тренеры
- Романов, Дмитрий Алексеевич (31.05.2010 — 5.10.11),
- Корешков, Игорь Геннадиевич (6.10.11 — 25.01.12),
- Бондарев Дмитрий Дмитриевич (26.01.12 — 18.06.12),
- Сюрдяев, Сергей Николаевич (19.06.12 — 06.01.14),
- Сошников, Сергей Николаевич (06.01.14 - 26.03.15).

## Статистика в МХЛ
(По состоянию на 26.03.2013)
| Регулярный чемпионат | Регулярный чемпионат | Регулярный чемпионат | Регулярный чемпионат | Регулярный чемпионат | Регулярный чемпионат | Регулярный чемпионат | Регулярный чемпионат | Регулярный чемпионат | Регулярный чемпионат | Регулярный чемпионат | Регулярный чемпионат | Плей-офф | Плей-офф | Плей-офф | Плей-офф | Плей-офф | Плей-офф | Плей-офф | Плей-офф | Плей-офф | Плей-офф | Плей-офф |
| Сезон                | И                    | В                    | ВО                   | ВБ                   | П                    | ПО                   | ПБ                   | ГЗ                   | ГП                   | О                    | Штр                  | И        | В        | ВО       | ВБ       | П        | ПО       | ПБ       | ГЗ       | ГП       | Штр      |          |
| 2010-2011            | 53                   | 26                   | 2                    | 1                    | 18                   | 4                    | 2                    | 187                  | 180                  | 90                   | 1206                 | 7        | 3        | 0        | 0        | 4        | 0        | 0        | 19       | 23       | 150      |          |
| 2011-2012            | 60                   | 21                   | 0                    | 1                    | 36                   | 0                    | 3                    | 158                  | 228                  | 65                   | 1163                 | -        | -        | -        | -        | -        | -        | -        | -        | -        | -        | -        |
| 2012-2013            | 60                   | 15                   | 0                    | 2                    | 40                   | 3                    | 0                    | 170                  | 268                  | 52                   | 216                  | -        | -        | -        | -        | -        | -        | -        | -        | -        | -        | -        |

| Плей-аут  |    |   |    |    |   |    |    |    |    |    |     |
| Сезон     | И  | В | ВО | ВБ | П | ПО | ПБ | ГЗ | ГП | О  | Штр |
| 2011-2012 | 12 | 6 | 0  | 0  | 0 | 0  | 6  | 28 | 39 | 18 | 294 |

Примечание: И — количество игр, В — выигрыши в основное время, ВО — выигрыши в овертайме, ВБ — выигрыши по буллитам, ПО — проигрыши в овертайме, ПБ — проигрыши по буллитам, П — проигрыши в основное время, ГЗ — голов забито, ГП — голов пропущено, О — очки, Штр — штрафные минуты.

## История выступлений в МХЛ
| Сезон   | Регулярный чемпионат            | Плей-офф\Плей-аут |
| ------- | ------------------------------- | --- |
| 2010/11 | 3 место в дивизионе «Поволжье»  | Победа в 1/8 финала над "Омскими Ястребами" 3:1 (3:1, 4:2, 2:5, 2:1) Поражение в 1/4 финала от "Толпара" 0:3 (2:3, 3:5, 3:6) Заняли 8 место по итогам чемпионата. |
| 2011/12 | 6 место в дивизионе «Поволжье»  | Заняли 11 место (из 16) в зоне "Плей-аут", и 27-е по итогам чемпионата.                                                                                           |
| 2012/13 | 13 место в Западной конференции | 28-е место по итогам чемпионата. |

## История выступлений в предсезонных турнирах
| Год проведения | Турнир                                 | Результат |
| -------------- | -------------------------------------- | --------- |
| 2011           | «Кубок Евразии-2011» (Оренбург)        | 1 место   |
| 2012           | «Vemex Cup-2012» (Карловы Вары, Чехия) | 4 место   |

- Кубок Евразии-2011: Турнир прошёл с 23 по 27 августа 2011 года в городе Оренбурге. В турнире приняли участие «Белые Тигры» (Оренбург), «Татранские Волки» (Попрад, Словакия), СКА-1946 (Санкт-Петербург), «Мамонты Югры» (Ханты-Мансийск), «Снежные Барсы» (Астана, Казахстан). Оренбургский клуб одержал победу в каждой встрече и занял 1е место.

- Vemex Cup-2012: Турнир прошёл в Чешском городе Карловы Вары с 3 по 5 августа 2012 года. В турнире приняли участие: «Белые Тигры» (Оренбург), «СКА-1946» (Санкт-Петербург), МХК «Энергия» (Карловы Вары, Чехия), «Пираты» (Хомутов, Чехия). Оренбуржцы проиграли все 3 игры, и заняли последнее место, набрав лишь 1 очко в матче против победителей турнира «СКА-1946».

## Ледовый дворец
Домашняя арена: Ледовый дворец «Звёздный». Вместимость - 2 700 зрителей.
Адрес: 460035 г. Оренбург, ул. Комсомольская 197/3